# Ramiro Peña
Ramiro Peña Gauna (Monterrey, Nuevo León; 18 de julio de 1985) es un beisbolista mexicano. 

## Carrera

### Yankees de Nueva York
Peña fue contratado por los Yankees de Nueva York fuera de la Liga Mexicana de Béisbol en 2005. Jugó para los Yankees de Tampa en la Florida State League Clase A y para Trenton Thunder de la Eastern League Clase AA esa temporada y en 2006. Jugó para Trenton en 2007 y 2008, y fue seleccionado para participar en el All-Star Futures Game de 2008.
En 2009, Peña entró en el roster del Día Inaugural, superando a Ángel Berroa para ser el jugador de cuadro utilitario. Hizo su debut en las Grandes Ligas el 6 de abril de 2009, apareciendo en el juego como corredor emergente. El 9 de abril consiguió un hit en su primer turno al bate en las Grandes Ligas, ante Chris Ray de los Orioles de Baltimore. El 14 de abril contra los Tampa Bay Rays, Peña inició el primer partido de su carrera en tercera base, yendo de 3-0 con una base por bolas. El 30 de abril, Peña consiguió la primera carrera de su carrera impulsada en la parte baja de la octava entrada contra Justin Speier de Los Angeles Angels al conectar un doble por la línea del jardín derecho.
Con la adquisición de Eric Hinske el 29 de junio de 2009, Peña fue transferido a los Yankees Triple-A Scranton/Wilkes-Barre de la International League para recibir turnos al bate regulares y aprender a jugar en los jardines. El manager Joe Girardi dijo que esperaba que Peña regresara a los Yankees más adelante en la temporada. Fue llamado al equipo el 7 de agosto y enviado de regreso el 21 de agosto.
Peña fue retirado en septiembre cuando se ampliaron las plantillas. Conectó su primer jonrón en las Grandes Ligas el 28 de septiembre de 2009, frente al lanzador de los Kansas City Royals, Luke Hochevar, en el Yankee Stadium.
Peña fue agregado al roster de postemporada luego de que Melky Cabrera se lesionara en el Juego 4 de la Serie Mundial de 2009. Los Yankees luego derrotaron a los Filis de Filadelfia en 6 juegos.
Peña ingresó a la temporada 2010 como campocorto suplente y jugador de cuadro utilitario del equipo. Permaneció con el club de Grandes Ligas todo el año, pero sólo logró batear .227/.258/.247, una de las peores temporadas ofensivas en la historia del equipo. Fue enviado a los Yankees de Scranton/Wilkes-Barre de Triple-A para comenzar la temporada 2011. El 6 de mayo, fue llamado a las mayores después de que Eric Chavez fuera colocado en la lista de lesionados y enviado de regreso el 12 de mayo. Fue llamado nuevamente en junio cuando Derek Jeter entró en la Lista de Discapacitados. Durante este tiempo, cometió tres errores en un juego contra los Cincinnati Reds el 22 de junio. El 18 de julio de 2011, Peña requirió una apendicectomía de emergencia.
Ramiro fue llamado el 25 de julio de 2012 para reemplazar a Álex Rodríguez en la lista después de que Rodríguez sufriera una fractura en el meñique izquierdo durante un juego en Seattle. Fue enviado de regreso a Triple-A el 1 de agosto de 2012, después de que los Yankees adquirieran a Casey McGehee de los Piratas de Pittsburgh. Fue designado para su misión el 1 de septiembre.

### Atlanta Braves
Luego de la temporada 2012, Peña se convirtió en agente libre. Firmó un contrato de un año por valor de 550.000 dólares con los Bravos de Atlanta. El 20 de junio de 2013, Peña fue colocado en la lista de lesionados por dolor en el hombro derecho; Más tarde se reveló que necesitaría una cirugía en el hombro derecho, poniendo fin a su temporada. Después de la temporada, Peña firmó un contrato de un año con los Bravos, evitando el arbitraje. Peña fue designado para asignación por los Bravos el 19 de noviembre de 2014. Fue transferido a los Bravos de Gwinnett Triple-A el 27 de noviembre de 2014. Peña rechazó la asignación y eligió la agencia libre.

### San Diego Padres
Peña firmó un contrato de ligas menores con los Padres de San Diego el 26 de enero de 2015. El 1 de abril, fue reasignado al campamento de ligas menores. Jugó para el equipo texano Chihuahuas de El Paso, la filial Triple-A de los Padres.

### San Francisco Giants

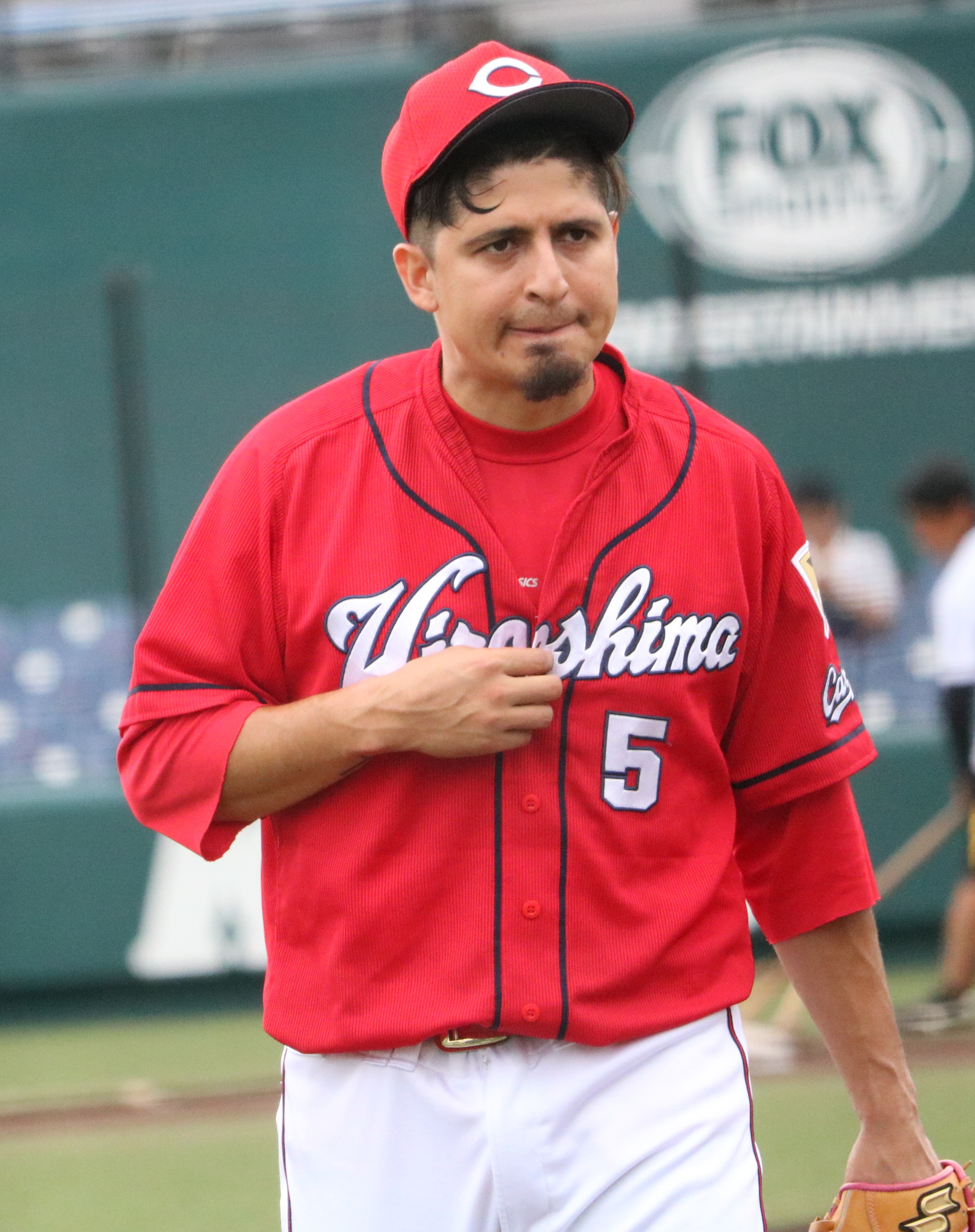
Peña durante su paso por Hiroshima Toyo Carp.

El 13 de diciembre de 2015, Peña firmó un contrato de ligas menores con los Gigantes de San Francisco. El 10 de junio de 2016, los Gigantes compraron el contrato de Peña para reemplazar al lesionado Kelby Tomlinson. Peña bateó .299 en 30 juegos para los Giants iniciando juegos en segunda base, tercera base y campocorto. Peña fue designado para asignación el 30 de julio de 2016, cuando Hunter Pence fue activado de la lista de lesionados.

### Hiroshima Toyo Carp
El 30 de enero de 2017, Peña firmó con el Hiroshima Toyo Carp de Nippon Professional Baseball.

### Sultanes de Monterrey
Tras su paso por la Major League Baseball y Japón, Peña jugaría por primera vez en un equipo de su natal México, cuando el 26 de febrero de 2018 firmó con los Sultanes de Monterrey de la Liga Mexicana de Béisbol. Fue un All-Star a mitad de temporada y fue nombrado MVP del Juego de Estrellas de 2019. Peña no jugó en 2020 debido a la cancelación de la temporada durante la pandemia de COVID-19.
En 2023, regresó para su quinta temporada con los Sultanes. Durante su paso por el equipo, llegó a la final tres veces y el equipo consiguió un campeonato. También fue nombrado Jugador Defensivo del Año.

## Carrera internacional
Peña fue seleccionado para jugar con la selección de México en el Clásico Mundial de Béisbol 2013 y los juegos de exhibición de 2019 contra Japón. También ha jugado para Tomateros de Culiacán en la Serie del Caribe 2020 y la Serie del Caribe 2021.[cita requerida]
Peña jugó para México en los Juegos Olímpicos de Tokio 2020 (jugados en 2021 debido a la pandemia de COVID-19).